# Sun Fu
En aquest nom xinès, el cognom és Sun.
Sun Fu, nom estilitzat Guoyi (國儀), va ser un general militar servint sota el senyor de la guerra Sun Quan durant el període de la tardana Dinastia Han Oriental de la història xinesa.

## Biografia
Sun Fu va ser el segon fill de Sun Qiang, el germà bessó de Sun Jian. Ell va seguir a Sun Ce en les seves campanyes posteriors contra Yuan Shu i Liu Xun, guanyant grans mèrits amb incursions a Lingyang i Lujiang. Quan Liu Xun va ser derrotat, Sun Fu va ser posat a càrrec de la reconstrucció de les muralles de la ciutat, el qual va complir molt bé. Ell va obtenir el títol de General Que Pacífica del Sud.
Abans de la batalla dels Penya-segats Rojos, Sun Fu va decidir de rendir-se a Cao Cao. Per aquest fi, ell va enviar una carta a Cao, proclamant la seva intenció de rendir-se, però aquesta carta va ser interceptada. Sun Quan emprenyat que hi era va despullar a Sun Fu de tot rang i el va empresonar, tot i això el va perdonar a causa del deure filial. Sun Fu va ser alliberat i va morir pocs anys després de la batalla, mai més tenint de nou un comandament militar. Els seus fills, malgrat tot, tots reberen rangs.